# Tacitismo

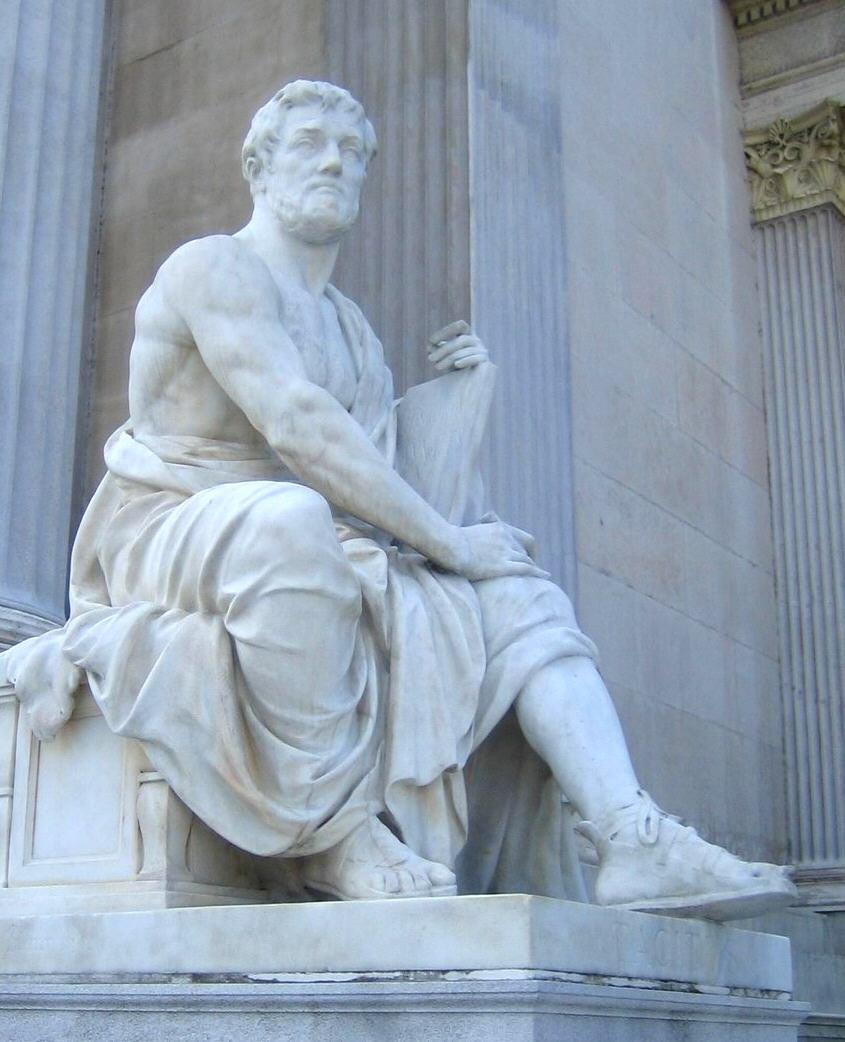
Statua moderna di Tacito, davanti al Parlamento di Vienna

Il tacitismo è lo studio e l'imitazione, dal punto di vista stilistico o ideologico, delle opere dello storico latino Publio Cornelio Tacito.
Con il termine tacitismo si indica, in particolare, una corrente storiografica dei secoli XVI-XVII, che fece riferimento alle opere di Tacito per interpretare il proprio tempo e trarne insegnamenti etici e politici. Il tacitismo fu un fenomeno largamente presente nel periodo della Controriforma, per il quale il machiavellismo e la teoria della ragion di Stato, avversati dalla Chiesa di Roma per il loro carattere sovversivo e amorale, venivano celati sotto il riferimento all'opera di Tacito. Il termine tacitismo in questa accezione è una parola d'autore, coniata da Giuseppe Toffanin nell'opera Machiavelli e il tacitismo, pubblicata nel 1921.

## Storia

### Antichità

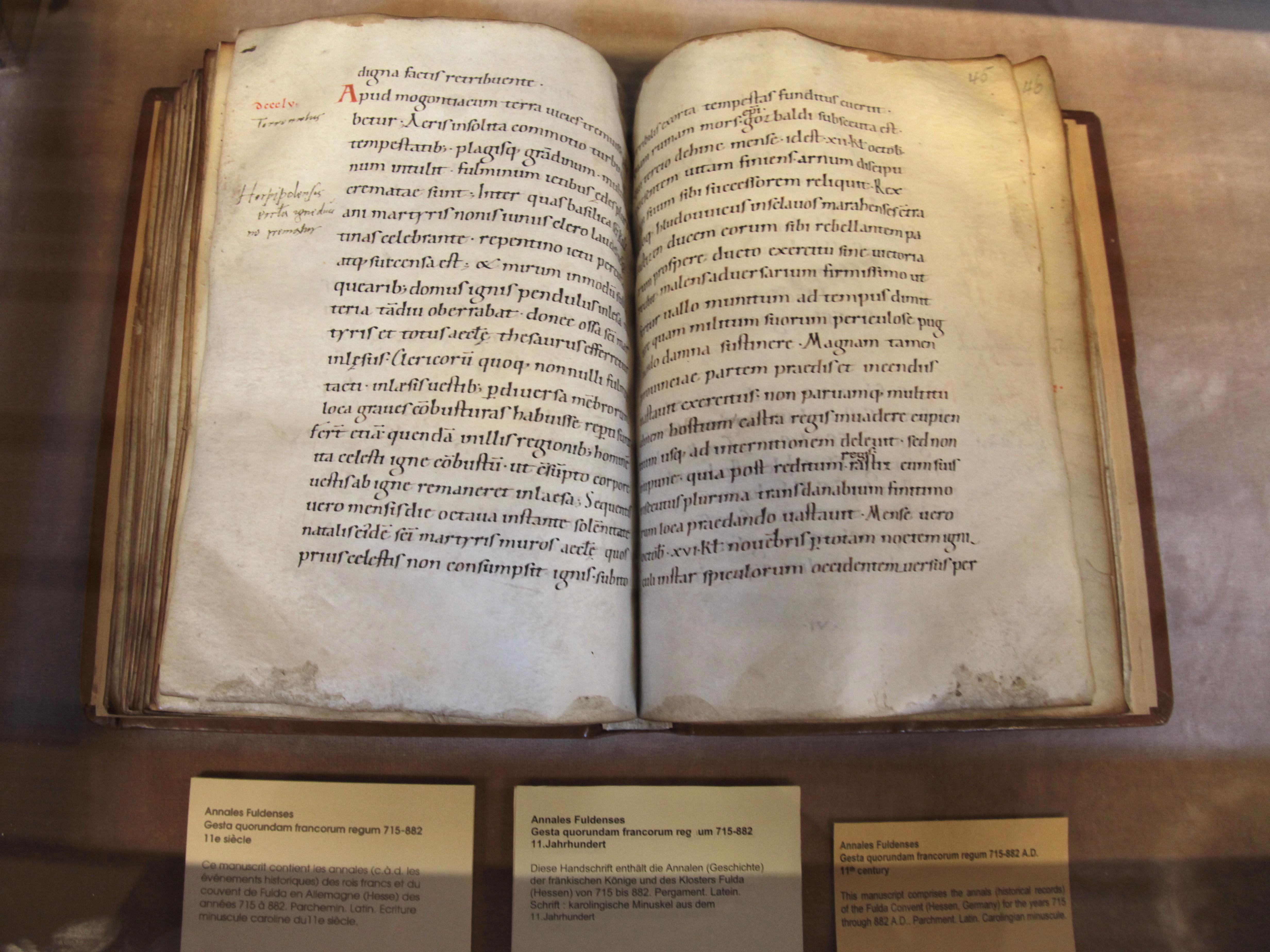
Copia del secolo XI degli Annales Fuldenses nella Bibliothèque Humaniste a Sélestat. In Annales Fuldenses, a. 852 si trova una dei pochi riferimenti altomedievali all'opera di Tacito.

Tacito era ben noto ai suoi contemporanei; Plinio il Giovane, uno dei primi ammiratori della sua opera, si congratulò con lui per la sua precisione e predisse che le sue Historiae sarebbero state immortali: solo un terzo della sua opera, tuttavia, è sopravvissuto fino a noi e, per giunta, in un numero esiguo di manoscritti; dipendiamo da un unico manoscritto per i libri I-VI degli Annales e da un altro per l'altra metà superstite (libri XI-XVI) e per i cinque libri delle Historiae rimastici. Le opere di Tacito sono state sicuramente utilizzate dagli storici del II e dei primi anni del III secolo, come Cassio Dione, che fa uso di Tacito nel suo resoconto dell'esplorazione della Britannia ad opera di Agricola, e Egesippo, che usò Tacito nel suo racconto della grande rivolta ebraica. Il suo latino difficile e il suo stile ellittico, tuttavia, furono imitati solamente da Ammiano Marcellino, che realizzò una continuazione delle sue opere. La sua popolarità diminuì con il tempo: i suoi ritratti a tinte fosche dei primi imperatori non potevano essere visti con favore nella Roma sempre più autocratica del Basso Impero, e il suo evidente disprezzo per l'ebraismo e il cristianesimo (entrambi pericolosi culti stranieri agli occhi di un aristocratico romano del I secolo) lo rese impopolare tra i primi Padri della Chiesa. Lo scrittore del III secolo Tertulliano, per esempio, lo accusò di aver inventato la leggenda che gli Ebrei adoravano la testa di un asino nel Santo dei Santi e lo chiama "ille mendaciorum loquacissimus", 'il più loquace dei bugiardi'.
Nel IV secolo sono stati individuati sparsi riferimenti alla sua vita e al suo lavoro. Flavio Vopisco, uno dei presunti Scriptores Historiae Augustae, lo cita due volte (Aureliano 2.1, Probo 2.7.) e lo nomina tra i disertissimos viros, gli uomini più eloquenti. Ammiano Marcellino, come accennato, iniziò le sue Storie dove Tacito aveva finito le sue. Girolamo lo conosceva e Sulpicio Severo utilizzò i suoi Annales come fonte per i passaggi su Nerone o, secondo Arthur Drews, il passaggio delle Cronache di Sulpicio Severo fu in seguito inserito negli Annales. Dal V secolo in poi solo pochi autori sembrano conoscerlo: Sidonio Apollinare, che lo ammira, e Orosio, che a volte lo deride come uno sciocco e altre volte prende in prestito passaggi delle sue opere (compresi molti che sarebbero altrimenti andati perduti). Cassiodoro e il suo discepolo Giordane (metà del VI secolo) sono gli ultimi autori antichi a fare riferimento a Tacito; Cassiodoro utilizza parti della Germania e Giordane cita l'Agricola, ma entrambi conoscono l'autore solo come Cornelio.
Dopo Giordane Tacito scomparve dalla letteratura per circa due secoli, e solo quattro riferimenti certi alla sua opera compaiono fino al 1360. Due provengono da monaci franchi della Rinascita carolingia: gli autori degli Annales Fuldenses usarono gli Annales di Tacito, e Rodolfo di Fulda prese in prestito passi della Germania per la sua Translatio Sancti Alexandri. Alcune opere di Tacito erano conosciute fin dal 1100 nell'Abbazia di Montecassino dove compaiono gli altri due riferimenti: Pietro Diacono utilizzò l'Agricola nella Vita Sancti Severi, e Paolino Veneto, vescovo di Pozzuoli, citò passi degli Annales nel suo De mapa mundi. Reminiscenze di Tacito compaiono nella letteratura francese, inglese, tedesca e italiana dei secoli XII-XIV, ma in nessun caso una dipendenza diretta da Tacito può essere provata con certezza. Fu solo quando Giovanni Boccaccio portò il manoscritto contenente Annales 11-16 e Historiae da Montecassino a Firenze, nel decennio 1360-1370, che Tacito iniziò a riconquistare terreno negli ambienti letterari.

### Rinascimento italiano

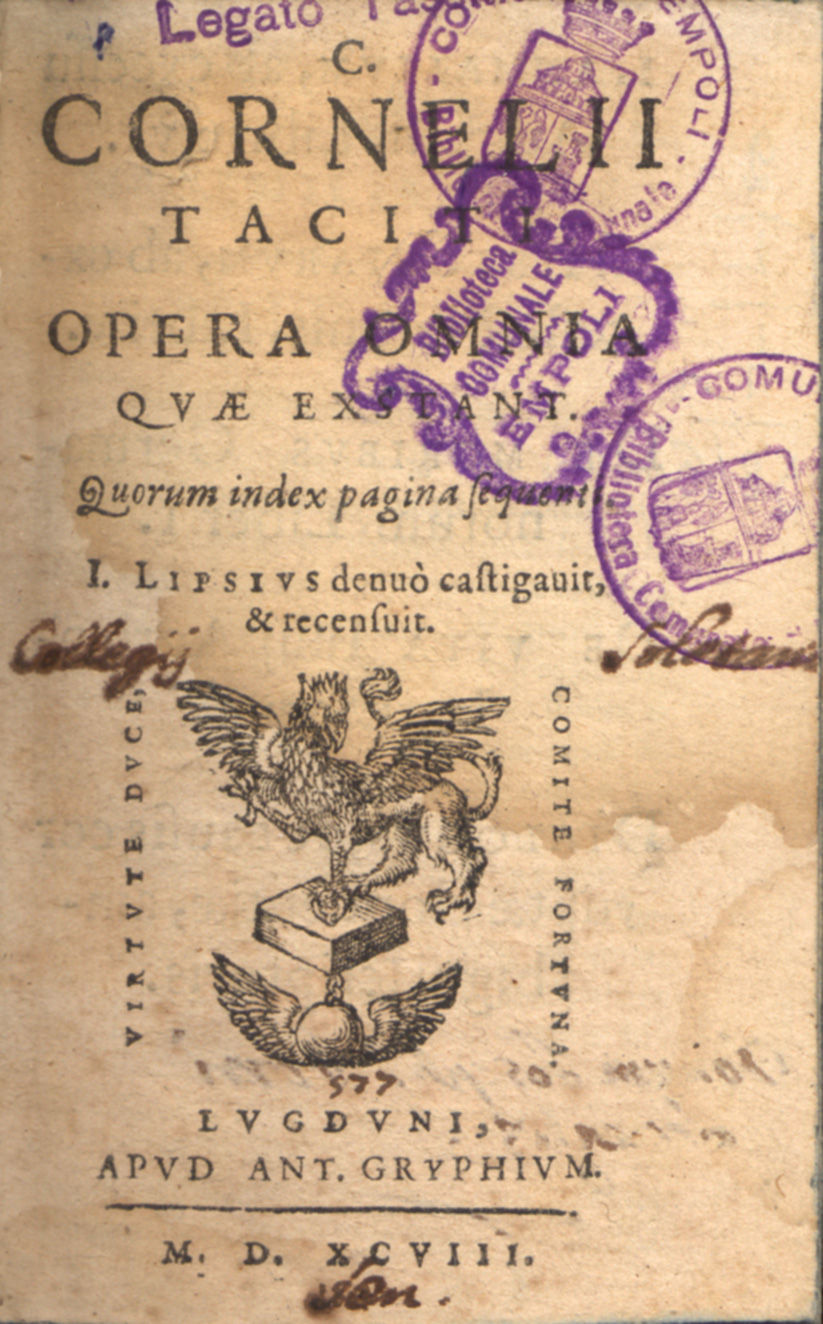
Frontespizio dell'opera omnia di Tacito nell'edizione di Giusto Lipsio del 1598.

Gli sforzi di Boccaccio ridiedero lustro all'opera di Tacito, che da allora cominciò a diffondersi nei circoli dei primi umanisti, Coluccio Salutati, Leonardo Bruni, Sicco Polenton. Tuttavia gli umanisti dei secoli XIV e XV preferivano lo stile regolare di Cicerone e la storiografia patriottica di Livio, che era di gran lunga il loro storico preferito.
L'editio princeps delle opere di Tacito, contenente i libri XI-XVI degli Annales, I-V delle Historiae, il De origine et situ Germanorum e il Dialogus de oratoribus, venne pubblicata nel 1470, presso la tipografia veneziana di Wendelin von Speyer. Sotto papa Leone X fu scoperto nell'Abbazia di Corvey il codice Mediceo I contenente i primi libri degli Annales, editi da Filippo Beroaldo il Giovane a Roma nel 1515 e da Alessandro Minuziano nel 1517 a Milano insieme con il resto delle opere di Tacito.
All'inizio del XVI secolo, dopo l'espulsione dei Medici da Firenze, il loro ritorno, e le guerre d'Italia, Tacito tornò a d'attualità tra i teorici del repubblicanesimo classico. Niccolò Machiavelli fu il primo a vedere in Tacito un modello politico e letterario. Una citazione dagli Annales (13.19) appare nel capitolo 13 del Principe ("fu sempre opinione e sentenzia delli uomini savi, quod nihil sit tam infirmum aut instabile quam fama potentiae non sua vi nixa"). Il principe idealizzato ha una certa somiglianza con il Tiberio di Tacito; alcuni (in particolare Giuseppe Toffanin) hanno sostenuto che Machiavelli abbia fatto un uso maggiore di Tacito di quanto non traspaia dalle sue opere. In realtà Machiavelli probabilmente non aveva ancora letto i primi libri degli Annales, che furono pubblicati solo dopo la stesura de Il Principe.
Dopo la condanna di Machiavelli all'Indice dei libri proibiti, i filosofi politici dei paesi cattolici utilizzarono frequentemente l'autore romano al posto del filosofo fiorentino, e l'imperatore Tiberio come maschera del principe ideale. Autori come Francesco Guicciardini consideravano l'opera di Tacito un manuale per la costruzione di uno stato dispotico. Seguendo questa linea di pensiero, i filosofi della Controriforma e dell'età dell'assolutismo videro nelle sue opere una fonte inesauribile di regole e principî da impiegare nell'azione politica. Nei Ragguagli di Parnaso di Traiano Boccalini, ad esempio, Tacito è considerato «padre della prudenza umana e vero inventor della moderna politica» (I 84). Ancora a fine secolo Emanuele Tesauro avrebbe invitato i suoi lettori ad aprire gli Annales e le Historiae, «nuova scuola politica» in cui Tacito «insegna con quai massime si governi un principe accorto, ma cattivo, e con quai massime si debba governare un buon cittadino verso un tal principe» (La filosofia morale [...], Torino, Per B. Zavatta, 1672, l. XVII 15, p. 446).
Contribuì alla fama di Tacito anche «il crescente interesse stilistico, per una cultura che stava esaurendo il ciceronianismo.» L'opera di Tacito si diffuse soprattutto in seguito all'edizione critica del filologo fiammingo Giusto Lipsio (Anversa, 1574), vero e proprio bestseller della prima età moderna. Tra la fine del '500 e l'inizio del '600 furono pubblicate ben due traduzioni italiane dell'Opera omnia di Tacito: la prima ad opera del fiorentino Bernardo Davanzati (1º libro degli Annali 1596; tutte le opere, post., 1637); la seconda del senese Adriano Politi (1603; 10ª ed. 1665). Una nuova edizione critica con commento delle opere di Tacito (1607) fu curata dal fiorentino Curzio Picchena. Molti furono gli studiosi italiani che si dedicarono all'analisi dell'opera di Tacito, come Virgilio Malvezzi, Traiano Boccalini e Scipione Ammirato.
Esperti e volgarizzatori dello storico latino non mancarono neanche in Spagna (Baltasar Álamos y Barrientos, Antonio Pérez), in Francia (Nicolas Perrot d'Ablancourt, Abraham Nicolas Amelot de la Houssaye) e in Germania (Christoph Pflug, Johann Heinrich Boeckler). Sia Richelieu che Olivares furono lettori appassionati dell'autore latino, che presero a modello per la loro attività politica.
Gli spagnoli del Siglo de Oro conobbero Tacito attraverso gli umanisti del Rinascimento italiano: l'edizione critica degli Annales pubblicata da Emilio Ferretti nel 1542; i Discorsi sopra Cornelio Tacito di Scipione Ammirato del 1593; il trattato Sopra i primi cinque libri di Cornelio Tacito di Filippo Cavriani del 1597. Grande influenza esercitò anche Giusto Lipsio, sia come editore delle opere di Tacito (Anversa, 1574-1584), che attraverso i suoi Politicorum sive civilis doctrinae libri sex (Leida, 1589). Le prime traduzioni castigliane degli scritti di Tacito risalgono al secondo decennio del XVII secolo: nel 1615 - a metà del barocco spagnolo - furono pubblicati a Madrid i primi cinque libri degli Annales tradotti in castigliano da Juan de la Cueva, un anno dopo la pubblicazione del Tácito Español ilustrado con aforismos di Baltasar Álamos de Barrientos; Le edizioni di Manuel Sueyro (Anversa, 1613) e Carlos Coloma (Dounai, 1629) risalgono anch'esse a questo periodo.
«La moda del tacitismo aveva guadagnato anche i circoli tedeschi, e il problema della «Ragion di Stato» aveva grandemente stimolato specifiche curiosità studiose. In Germania, i Discorsi sopra C. Tacito dell'Ammirato apparvero, tradotti in latino, nel 1609 (Helenopoli) e nel 1618 (Francoforte); e l'Ammirato viene qualificato nel frontespizio come celeberrimo «inter neotericos scriptores». Peraltro, non mancherà chi considererà parallelamente «acutissimi» il Machiavelli e l'Ammirato. Del resto, si ha la prova che il nostro autore venne conosciuto anche attraverso la diretta visione del testo italiano: infatti, alcuni passi di esso risultano integralmente riprodotti dal Clapmar (1574–1604).»
In Inghilterra durante la guerra civile sia i parlamentari che i realisti subirono l'influenza di Tacito. Mentre il poeta John Milton, segretario latino nel Consiglio di stato del Commonwealth, definì Tacito "il più grande nemico dei tiranni", rispondendo al monarchico francese Claudius Salmasius che aveva citato Tacito fuori contesto a sostegno della monarchia assoluta, lo storico realista Edward Hyde, I conte di Clarendon, mostrò una profonda fascinazione per lo storico latino. Nella sua History of Rebellion and Civil War, scritta durante l'esilio, Clarendon citò Tacito più di qualsiasi altro autore. Lo stile e il vocabolario di Clarendon erano distanti da quelli di Tacito e dei Tacitisti, ma riflettevano un grande interesse per la raffinatezza delle analisi politiche di Tacito e Machiavelli. Sebbene Clarendon abbia evitato di usare la parola preferita dai tacitisti "prudenza", usò spesso concetti analoghi come "abilità" (skill), "opportunità" (seasonableness) e "destrezza" (dexterity).

### Illuminismo

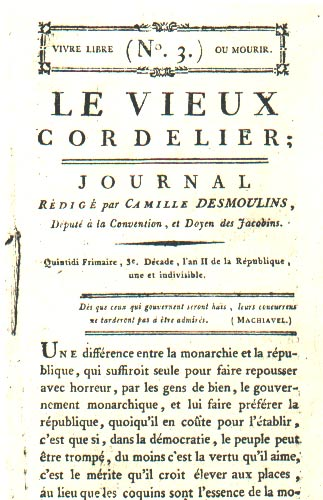
Nel III numero del Vieux Cordelier Camille Desmoulins paragona la Roma di Tiberio descritta da Tacito alla Francia di Robespierre.

Durante l'Illuminismo Tacito fu ammirato soprattutto per la sua opposizione al dispotismo. Toffanin usa il termine "Tacitismo rosso" per descrivere l'interpretazione repubblicana di Tacito, in contrapposizione al "Tacitismo nero", di ispirazione machiavellica. In letteratura Pierre Corneille nel suo Othon (1665) e Jean Racine nel suo Britannicus (1669) si ispirarono alle sue opere. Anche Vittorio Alfieri prese ispirazione da Tacito per i suoi personaggi drammatici. Edward Gibbon fu fortemente influenzato dallo stile dello storico latino nella sua History of the Decline and Fall of the Roman Empire.
I rivoluzionari francesi, che avevano studiato Tacito fin dalla loro prima educazione, fecero molto uso delle sue critiche della tirannia e del suo amore per la repubblica. Tacito è, dietro Cicerone, Orazio e Plutarco, uno degli autori più citati dai membri dell'Assemblea Nazionale e Legislativa e dagli autori rivoluzionari come Jacques Pierre Brissot. Durante il regime del Terrore Camille Desmoulins e i redattori degli Actes des Apôtres lo utilizzarono per denunciare gli eccessi dei giacobini. Nel terzo numero del Vieux Cordelier (quintidi frimaire, troisième décade, an II), Desmoulins traduce una serie di brani anti-monarchici tratti dalle opere di Tacito mettendo in evidenza la somiglianza tra il governo di Robespierre e il dispotismo di Tiberio.
Napoleone, al contrario, attaccò le sue opere sia per lo stile che per i contenuti. L'aspirante fondatore di una dinastia imperiale, lodato da Goethe per la sua conoscenza della letteratura, conosceva il pericolo che le storie di Tacito potevano rappresentare per chi desiderava salire al potere. François-René de Chateaubriand, per esempio, aveva già paragonato il nuovo imperatore dei francesi ai peggiori imperatori di Roma, avvertendo che un nuovo Tacito avrebbe un giorno fatto per Napoleone quello che Tacito aveva fatto per Nerone. La reazione dell'Imperatore fu feroce: lamentò con Goethe e Wieland che "Tacito vede intenzioni criminali nelle azioni più semplici, dipinge come assolute canaglie tutti gli imperatori per farci ammirare il suo genio nel descriverli". In altre occasioni Napoleone giurò che Tacito, il pamphlétaire, aveva "calunniato gli imperatori" che il popolo romano aveva amato. Sia durante il primo che durante il secondo impero l'opinione pubblica francese fu dunque spaccata in due tra gli ammiratori di Tacito, critici del bonapartismo, e i suoi detrattori, sostenitori della famiglia Bonaparte.